# Drifting Cowboys
I Drifting Cowboys sono stati un gruppo musicale country rock, band di supporto di Hank Williams, da lui fondato nel 1939 e scioltosi nel 1953 a seguito della morte del fondatore.

## Storia
Componenti del gruppo alla sua fondazione furono:
- Hank Williams, cantante e chitarrista;
- Braxton Schuffert, chitarrista;
- Freddie Bach, violinista;
- Smith "Hezzy" Adair, comico.

Lillie Williams ne fu il manager.
Hank Williams abbandonò la scuola nel 1939, dedicandosi completamente alla band, che si esibiva per l'Alabama e quindi sempre più lontano negli Stati Uniti. Hank Williams ogni weekend tornava a Montgomery per uno show alla radio.
Durante la seconda guerra mondiale i componenti furono chiamati alle armi e i rimpiazzi si rifiutarono di suonare con Hank Williams a causa dei suoi problemi di alcolismo.
La band si sciolse tra la fine del 1952 e il 1953.

## Membri
- Hank Williams (voce e chitarra)
- Jerry Rivers
- Don Helms (Steel Guitar)
- Clent Holmes (Chitarra)
- Herbert "Lum" York (Basso)
- Joe Pennington (Chitarra)
- Lemuel Curtis Crysel (Fiddle)
- Freddie Bach (Violino)